# Евергрін (Монтана)
Евергрін (англ. Evergreen) — переписна місцевість (CDP) в США, в окрузі Флетгед штату Монтана. Населення — 8149 осіб (2020).

## Географія
Евергрін розташований за координатами 48°13′49″ пн. ш. 114°16′16″ зх. д. / 48.23028° пн. ш. 114.27111° зх. д. (48.230204, -114.271161).  За даними Бюро перепису населення США в 2010 році переписна місцевість мала площу 22,83 км², з яких 22,30 км² — суходіл та 0,53 км² — водойми.

## Демографія
Згідно з переписом 2010 року, у переписній місцевості мешкало 7616 осіб у 2999 домогосподарствах у складі 2018 родин. Густота населення становила 334 особи/км².  Було 3147 помешкань (138/км²).
Расовий склад населення:
| - 94,5 % — білих - 1,5 % — корінних американців - 0,4 % — азіатів - 0,2 % — чорних або афроамериканців - 0,1 % — вихідців з тихоокеанських островів |

До двох чи більше рас належало 2,7 %. Частка іспаномовних становила 2,8 % від усіх жителів.
За віковим діапазоном населення розподілялося таким чином: 26,3 % — особи молодші 18 років, 61,6 % — особи у віці 18—64 років, 12,1 % — особи у віці 65 років та старші. Медіана віку мешканця становила 37,8 року. На 100 осіб жіночої статі у переписній місцевості припадало 101,9 чоловіків;  на 100 жінок у віці від 18 років та старших — 100,8 чоловіків також старших 18 років.
Середній дохід на одне домашнє господарство  становив 49 772 долари США (медіана — 36 814), а середній дохід на одну сім'ю — 58 679 доларів (медіана — 49 148). Медіана доходів становила 35 105 доларів для чоловіків та 26 280 доларів для жінок. За межею бідності перебувало 12,8 % осіб, у тому числі 17,4 % дітей у віці до 18 років та 11,7 % осіб у віці 65 років та старших.
Цивільне працевлаштоване населення становило 3047 осіб. Основні галузі зайнятості: освіта, охорона здоров'я та соціальна допомога — 17,7 %, будівництво — 13,1 %, мистецтво, розваги та відпочинок — 12,3 %.